# Italochrysa chloromelas
Italochrysa chloromelas är en insektsart som först beskrevs av Girard 1862.  Italochrysa chloromelas ingår i släktet Italochrysa och familjen guldögonsländor. Inga underarter finns listade i Catalogue of Life.